# Trisha Yearwood (album)
Trisha Yearwood è il primo ed eponimo album in studio della cantante statunitense Trisha Yearwood, pubblicato nel 1991.

## Tracce
1. She's in Love with the Boy (Jon Ims) – 4:08
2. The Woman Before Me (Jude Johnstone) – 3:50
3. That's What I Like About You (John Hadley, Kevin Welch, Wally Wilson) – 2:40
4. Like We Never Had a Broken Heart (Pat Alger, Garth Brooks) – 3:41
5. Fools Like Me (Kostas, Hal Ketchum) – 4:00
6. Victim of the Game (Brooks, Mark D. Sanders) – 3:13
7. When Goodbye Was a Word (Gene Nelson, Paul Nelson) – 3:11
8. The Whisper of Your Heart (Chuck Cannon) – 3:37
9. You Done Me Wrong (And That Ain't Right) (Pat McLaughlin) – 3:18
10. Lonesome Dove (Carl Jackson, Larry Cordle) – 3:36